# Districtul municipal 8, Bighorn, Alberta
Districtul municipal 8, Bighorn, din provincia Alberta, Canada  este situat la nord de districtul Kananaskis. Districtul se află în Diviziunea de recensământ 15. El se întinde pe suprafața de 2,767.94 km2  și avea în anul 2011 o populație de 1,341 locuitori.
Cities Orașe
--
Towns Localități urbane
--
Summer villages Sate de vacanță
- Ghost Lake
- Waiparous

Hamlets, cătune
- Benchlands
- Dead Man's Flats sau Pigeon Mountain
- Exshaw
- Harvie Heights
- Lac des Arcs

Așezări
- Gap
- Improvement District No. 8
- Jumping Pound (Forest Res)
- Kananaskis
- Spray Lakes

1. 1 2  Population and dwelling counts, for Canada, provinces and territories, and census subdivisions (municipalities), 2016 and 2011 censuses – 100% data (în engleză), 20 februarie 2019